# Tuleň pacifický
Tuleň pacifický (Phoca largha) je mořská šelma z čeledi tuleňovitých obývající severní Tichomoří mezi Beringovým a Žlutým mořem. S blízce příbuzným tuleněm obecným se řadí do rodu Phoca. Jedná se o středně velkého tuleně s převážně šedým až stříbrným osrstěním pokrytým tmavými, poměrně pravidelně rozmístěnými skvrnami. Mláďata se rodí v bílém lanugu, adultní osrstění získávají v době odstavení kolem 4–6 týdnů po narození. Životní cyklus druhu úzce souvisí s ledovou pokrývkou. Od zimy do jara se tuleni vyskytují na ledových krách, kde rodí a vychovávají mláďata, línají a odpočívají; s příchodem teplejšího počasí, kdy zalednění ustoupí, se tuleni stahují na pobřeží. Vyskytují se většinou ve vodách do hloubky 200m. 
Veškerou potravu tuleni získávají z moře. Hlavní složku jejich potravy tvoří ryby, pochutnají si však i na hlavonožcích a korýších. Populace se počítá ve stovkách tisíců jedinců a Mezinárodní svaz ochrany přírody druh hodnotí jako málo dotčený, byť jej v budoucnu mohou ohrozit doprovodné jevy globálního oteplování, jako nedostatek potravy nebo ústup zalednění, na kterém jsou životně závislí jak dospělci, tak novorozeňata. 

## Systematika
Druh vědecky popsal pruský zoolog a botanik Peter Simon Pallas v roce 1811. Druhové jméno largha či larga je tunguzský výraz pro tuleně pacifického a druh se tak běžně označuje i v ruštině. K dalším názvům domorodých obyvatel východní Sibiře patří pygi (u Giljacků ze Sachalinu), teoska (u amurských Gijacků), nerpa (u Gijacků z ústí Amuru a Tatarského průlivu), pestrucha (domorodci z oblasti Ochotského moře), memel (u Čukčů) a pjatnistaja nerpa (místní název z Čukotky). V jazycích aljašských Inuitů se tuleň pacifický nazývá např. qasigiaq (v jazyce inupiaq), gazigyaq (na Ostrově Svatého Vavřince), issuriq v jazyce yupʼik nebo issuri na ostrově Nunivak. Až do poloviny 70. let 20. století byl tuleň pacifický považován za poddruh tuleně obecného (Phoca vitulina) a tedy označován jako Phoca vitulina largha. Ukázalo se však, že tito vzhledově podobní tuleni jsou sesterskými druhy s velmi odlišnou etologií, lišící se zejména způsobem rozmnožování. Zatímco tuleni pacifičtí se páří hlavně na ledových krách, tuleni obecní se rozmnožují převážně na pevnině. Vydělení tuleně pacifického do samostatného druhu později potvrdila i molekulární data.
Tuleň pacifický náleží do rodu Phoca, který tvoří společně s tuleněm obecným. Rod Phoca je součástí podtribu Phocina a podčeledi Phocinae v rámci čeledi tuleňovitých (Phocidae). Prapředci Phocinae se začali pářit na ledu někdy před 13–17 miliony lety, což se vyvozuje mj. ze sněhově bílého osrstění novorozeňat. Původ skupiny Phocina, do které patří i tuleň pacifický, se odvozuje z prapředků tuleňů z Grónského a Barentsova moře a je dáván do souvislosti se změnou environmentálních podmínek následkem významných geologických jevů, jako je vznik Beringova průlivu (~5,4 mya) a Panamské šíje (~3 mya). Tuleň pacifický a obecný se vydělili do samostatných linií někdy před 1,1 milionem let.

## Rozšíření a stanoviště

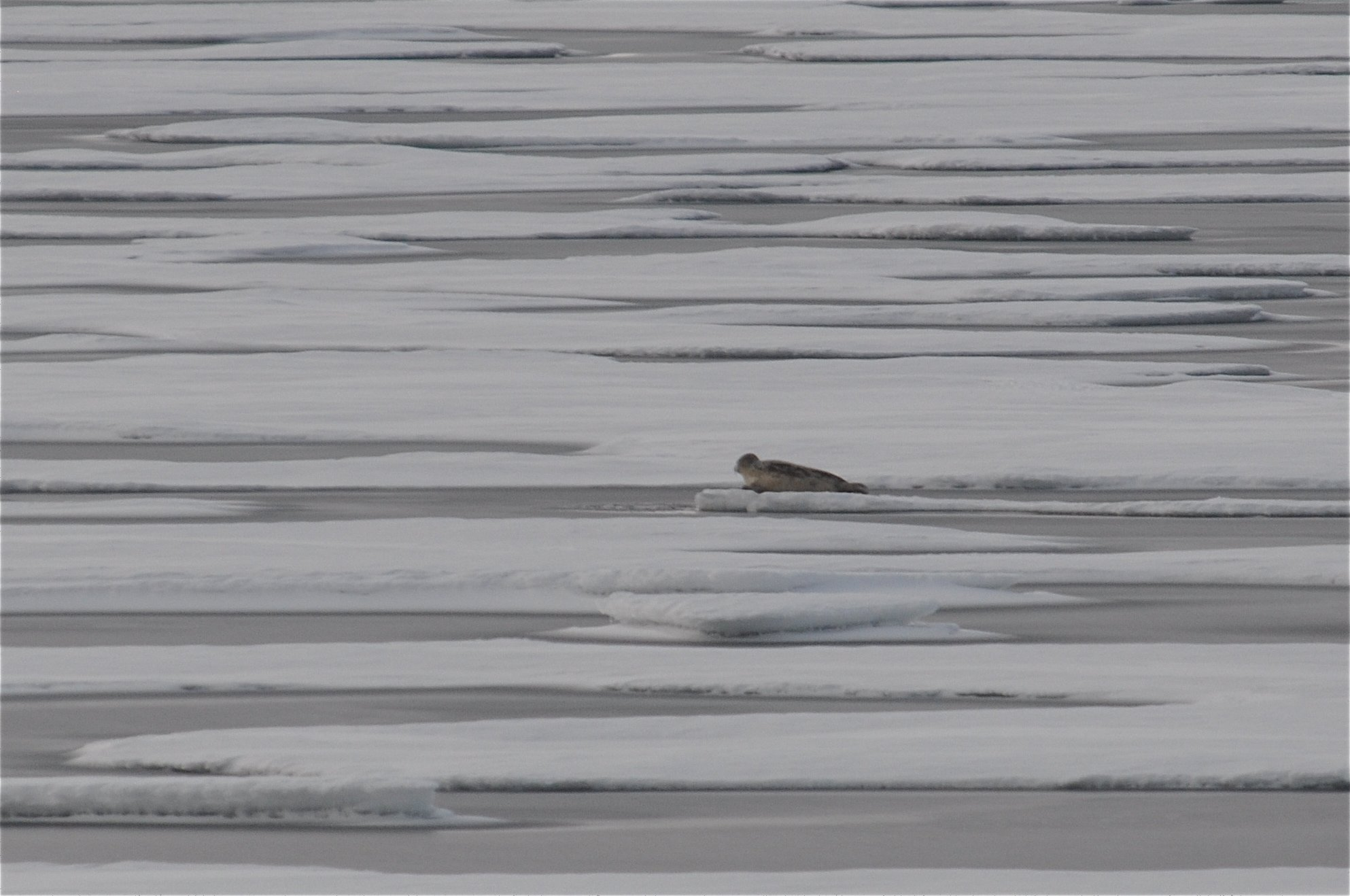
Tuleň pacifický v přirozeném prostředí ledových ker (Beaufortovo moře, Aljaška)

Tuleni pacifičtí se páří v Beringově, Ochotském, Japonském, Žlutém a Pochajském moři. Mimo období páření, kdy souvislé zalednění severních moří ustoupí, zavítají i do Čukotského a Beaufortova moře a do Severního ledového oceánu. Od zimy do počátku léta obývají jižní okraje mořské ledové pokrývky (tzv. pack ice), kterou tuleni využívají pro vrhy, výchovu mláďat, odpočinek a línání. Led poskytuje tuleňům suché místo, bezpečné před predátory, takže se jej snaží obývat co nejdéle – na led připlouvají hned, jak se začne formovat, a na pevninu se vracejí až v době tání. Načasování přesunu na souš se tak liší podle oblasti v závislosti na typické době tání; každopádně nastává po konci období línání. V nižších zeměpisných šířkách (např. Žluté moře) mohou tuleni migrovat k pobřeží již v květnu, ve vyšších zeměpisných šířkách (např. Beringovo moře) až v červenci. Typické suchozemské stanoviště tuleňů pacifických tvoří odlehlé bažinaté, písčité nebo štěrkové pláže s množstvím kamenů. Důležitá je pro tuleně hlavně vzdálenost od lidí a predátorů, aby nebyli na souši rušeni, a dostatek potravy v okolí. Vyskytují se ve vodách do hloubek kolem 200 m.
Tuleně pacifické lze rozdělit do tří populačních segmentů: ze Žlutého moře (včetně Pochajského moře a izolovaných malých populací Japonského moře); z Ochotského moře; z Beringova a Čukotského moře. Celkový počet tuleňů pacifických se v roce 2018 odhadoval na více než 650 000. Kolem 460 000 se nachází v Beringově moři, cirka 180 000 obývá Ochotské moře. Populace ze Žlutého moře zahrnuje kolem 4000 jedinců a v Japonském moři je přítomno přes 8000 tuleňů pacifických.

## Popis

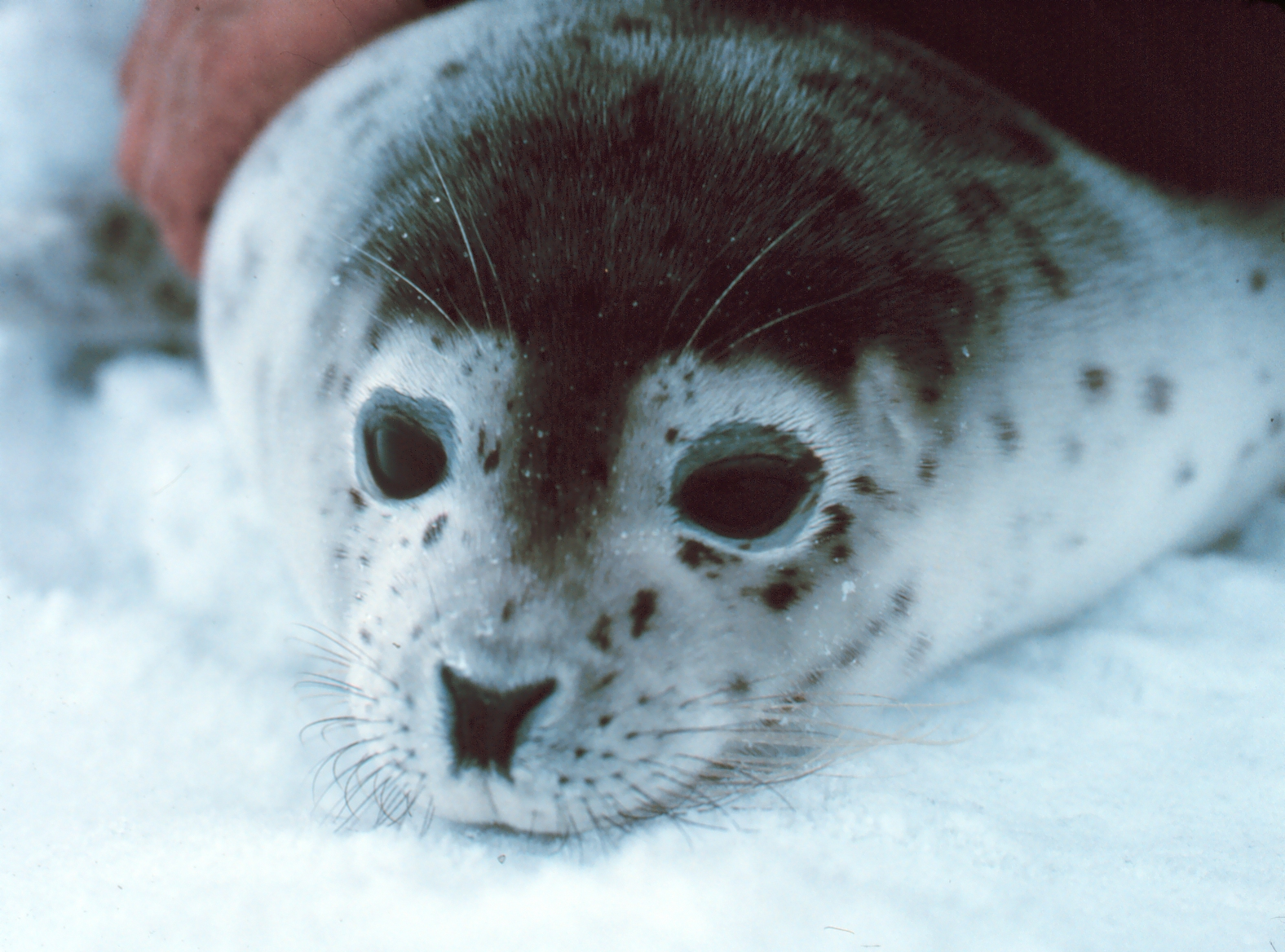
Detail hlavy zobrazuje tupý úzký čenich podobný psovi (foto z Aljašky)

Tuleň pacifický má baculaté tělo, kulatou hlavu a úzký čenich. Přední a zadní končetiny jsou přeměněny v úzké, krátké ploutve. Dospělí samci měří 1,6–1,7 m a váží 85–110 kg. Samice jsou o něco menší, měří 1,5–1,6 m a váží kolem 65–115 kg. Čerstvě narozená mláďata měří 77–92 cm a váží 7–12 kg. Zubní vzorec je  I 3/2, C 1/1 a PC 5/5, tedy 34 zubů.
Srst tuleně pacifického je zbarvena na principu protistínu. Svrchní část těla jako je hřbet a šíje jsou šedé až tmavé, přičemž nejtmavší je srst kolem páteře. Na tmavém hřbetu se občas nacházejí světlejší oblasti. Na bočních stranách těla tmavší barva přechází do šedobílé až stříbrošedé. Tento obecný vzorec zbarvení srsti je však dost proměnlivý a vyskytují se jedinci, kteří jsou tmaví na většině těla, nebo naopak převážně světlí. Srst dospělých jedinců pokrývají po celé ploše tmavé skvrny. Tyto skvrny jsou většinou velikostně podobné, nicméně jak velikost, tak hustota pokrytí srsti se může u různých tuleňů lišit. Občas může několik skvrn splynout do jedné větší. Mláďata se rodí pokryta sněhově bílým lanugem. Toto husté osrstění je tvořeno jemnými chlupy o délce kolem 20–30 mm, které mají lepší izolační vlastnosti než srst dospělců. S tím, jak mláďata během kojení rychle rostou a tvoří si tlustou vrstvu podkožního tuku, je lanugo postupně nahrazeno krátkou pevnou srstí podobnou dospělcům.
Tuleni pacifičtí jsou vzhledově takřka identičtí s tuleni obecnými, takže k jejich rozeznání v terénu se používají hlavně behaviorální a ekologické znaky. K těm patří hlavně pobyt tuleňů pacifických na ledu, na kterém se shromažďují od zimy do jara, zatímco tuleni obecní se v tutéž dobu nacházejí na skalnatém, písčitém či bažinatém pobřeží. Zatímco mláďata tuleňů pacifických se rodí pokrytá bílým lanugem, mláďata tuleňů obecných lanugo shazují v děloze a jejich srst při narození se podobá srsti dospělé.

## Biologie

### Chování

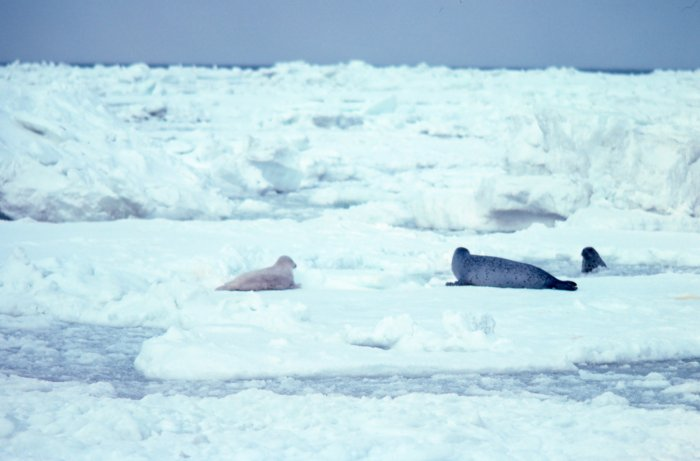
Pár tuleňů pacifických s mládětem

Tuleni pacifičtí jsou ploutvonožci vázaní na led, na kterém od zimy do jara dochází k odpočinku, páření, vrhům, výchově mláďat a línání. Nemohou pobývat na souvislé ledové pokrývce, kde není dostatek děr a puklin pro vstup do vody, a tak se zdržují hlavně na menších krách o průměru kolem 10–20 m nad mělkými vodami pobřežních oblastí při jižním okraji souvislejšího ledu. Výhodou pobytu na ledu je klid a vzdálenost od drtivé většiny lidských aktivit i suchozemských predátorů. V případě drsného zimního počasí se mohou přesunout na delší čas do vody, kde špatné počasí přečkají. Na pevninu zaplouvají hlavně v létě, kdy těží z velkého množství potravy nad kontinentálními šelfy. Zatímco v době rozmnožování se tuleni vyskytují ve skupinkách o 3 jedincích (samec, samice a novorozeně), mimo období rozmnožování se na plážích shromažďují do skupin o stovkách až tisících jedinců. K potvrzeným predátorům tuleňů pacifických patří kosatky, světlouni pacifičtí, mroži, orli skalní, orli východní, krkavci, medvědi lední i hnědí, vlci, lišky polární a lachtani ušatí. Tuleni pacifičtí mají výrazný vokální projev, a to zvláště během období línání, kdy mohou vydávat hlasité vrčení, štěkání, sténání a řev. Často se projevují hlavně mláďata a samci v době rozmnožování. Tuleni pacifičtí mají poměrně dobrý sluch; na souši dokážou slyšet zvuky v rozmezí kolem 0,6–11 kHz ve vodě kolem 0,3–56 kHz. Mohou se dožít až 35 a více let.
Tuleni pacifičtí jsou potravní generalisté, tzn. nejsou ve svém jídelníčku příliš vybíraví. Většina studií zabývajících se potravními návyky druhu identifikovala jako hlavní složku jídelníčku ryby, avšak přinejmenším u populace z Beringova moře tvoří významnou složku jídelníčku hlavonožci a korýši (především krevety). Konkrétní složení jídelníčku se může časově, místně i individuálně lišit, z ryb k němu patří zejména sledi, lososi, koruši, tresky, vranky, smačky nebo platýsi. Z korýšů to jsou mj. krunýřovky, vidlonožci, různonožci, poustevníčkovití nebo zástupci čeledí Pandalidae, Crangonidae, Hippolytidae či Majidae. Z hlavonožců lze zmínit chobotnice nebo krakatice z čeledi Gonatidae. Mladí jedinci, kteří se učí lovit v prvních měsících života, začínají požírat nejdříve různonožce a kril, poté přejdou na menší rybky a hlavonožce, a teprve po nějakém čase se dopracují k větším rybám.

### Rozmnožování

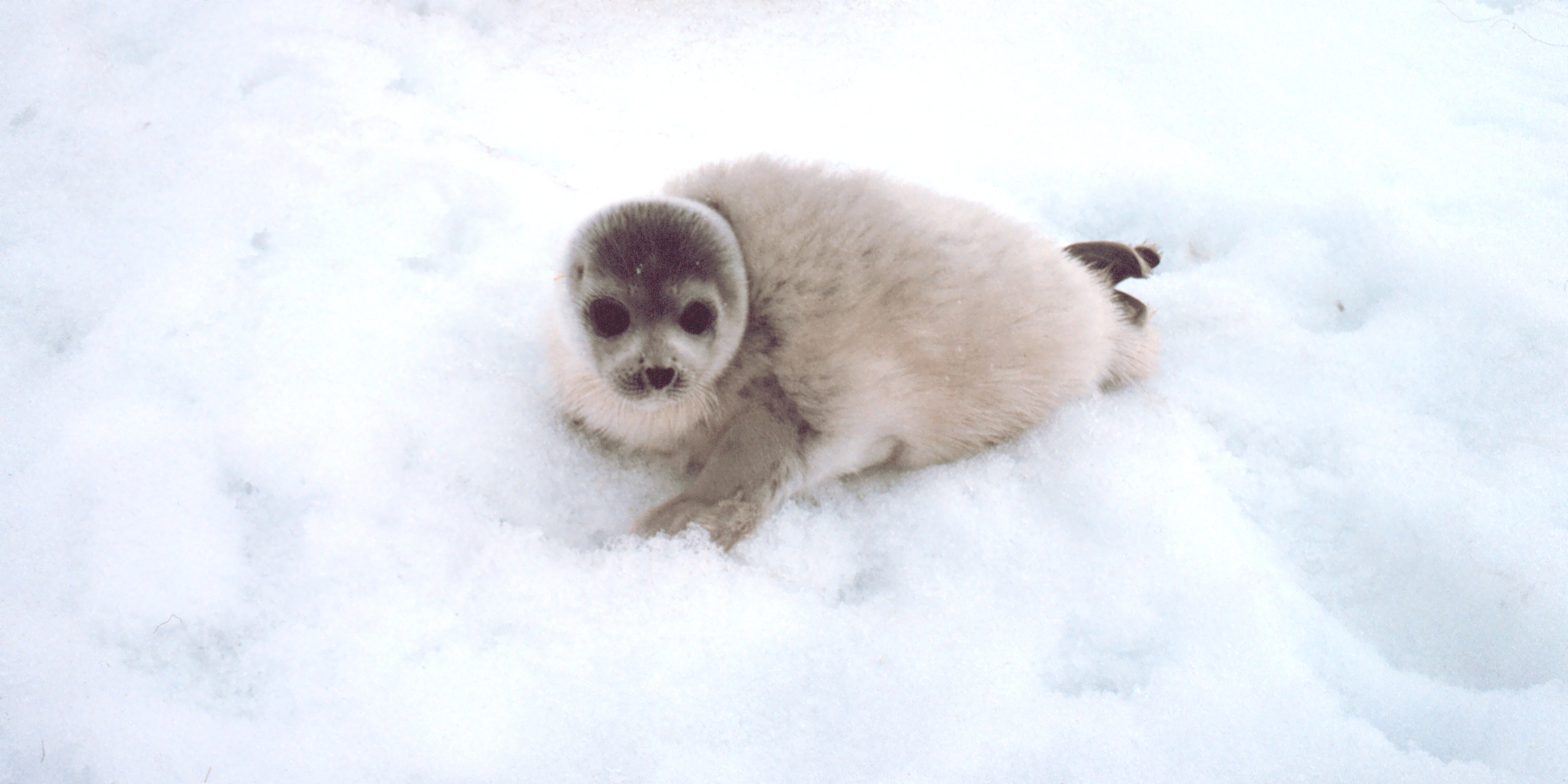
Bílé mládě na Aljašce

Samice dosahují pohlavní dospělosti ve věku 3–4 let, samci až o rok později. Tuleni jsou sezónně monogamní, tzn. zůstávají se stejným partnerem, avšak pouze po jedno rozmnožovací období. Monogamní chování je u ploutvonožců značně neobvyklé a v rámci ploutvonožců závislých na ledu je zcela unikátní. K utvoření páru dochází na ledu těsně před obdobím vrhů. Po spárování je samec na stráží a brání samici před ostatními samci. V tomto období si pár zakládá teritoria o průměru cca 0,25–0,5 km². Načasování vrhů je synchronizováno s průměrnou dobou největšího a nejstabilnějšího zalednění, které se místně liší. Např. ve Žlutém moři samice rodí nejčastěji koncem ledna, zatímco v Japonském moři to je na přelomu února a března a v Beringově moři, které patří k nejsevernějším oblastem rozmnožování těchto tuleňů, nejčastěji v polovině dubna. Podobně jsou v rámci areálu výskytu posunuty i navazující procesy jako je rozmnožování nebo období línání. Valná většina samic vrhá na ledu, existují nicméně výjimky – přinejmenším některé samice z Bohajského moře, jižní části Kurilských ostrovů, zálivu Petra Velikého, Druhé kurilské úžiny, ostrova Utašud a východních břehů Kamčatky rodí a vychovávají své potomky na břehu. Je možné, že následkem vrhů na pevnině dochází u některých subpopulací k rozvolnění časové synchronizace s ledovou pokrývkou, protože odpadá nutnost naučit mláďata plavat a potápět se před letním táním ledu, jako tomu je u mláďat narozených na ledu.

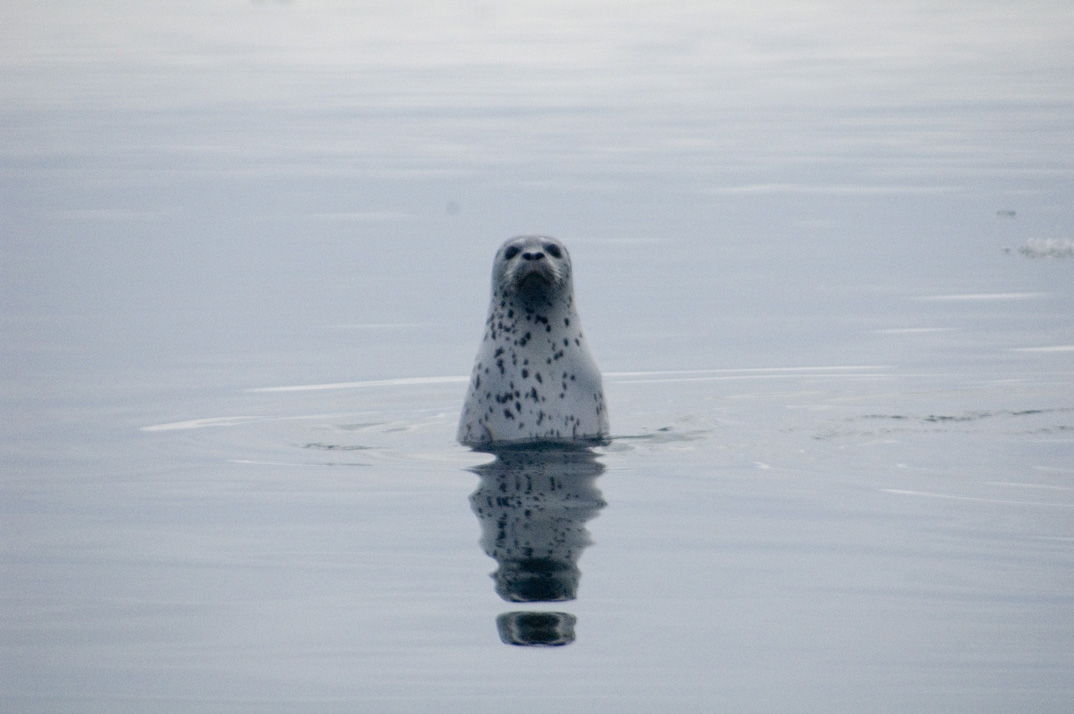
Tuleň pacifický vykukující z vody

Samice vrhá pouze jedno mládě za rok. Každý rok zabřezne více než 85 % pohlavně dospělých samic. Po vrhu zůstávají samice, samec a novorozeně spolu. V prvních několika týdnech jsou mláďata krmena tučným mateřským mlékem, díky kterému rychle nabírají na váze. Mláďata sají mateřské mléko po dobu 2–6 týdnů a během tohoto období i ztrojnásobí svou váhu z počátečních asi 10 kg na 30 kg, přičemž většina hmoty se ukládá v podobě podkožního tuku. Samice i během tohoto období vstupuje do vody lovit potravu. V době sání mateřského mléka mláďata takřka vůbec nevstupují do vody a drtivou většinu času tráví na ledových krách, po kterých se občas plazí. Kolem doby odstavení mláďata poprvé línají a jakmile se jim vyvine dospělá srst, začnou se učit plavat, potápět a lovit. Dokud se nenaučí shánět si potravu, žijí převážně z tukových zásob nabraných při sání mateřského mléka. Toto období trvá kolem 10–15 dnů a mladí tuleni během něj ztratí 18–30 % tělesné váhy. Po odstavení se matky o své potomky již vůbec nestarají.
Jakmile dojde k odstavení, samice se spáří se samcem. Vzhledem k tomu, že v přírodě nebyla kopulace pozorována, předpokládá se, že k ní dochází pod vodou. Podvodní kopulace byla ostatně zdokumentována u tuleňů pacifických chovaných v zajetí. Podobně jako u jiných ploutvonožců, i u tuleňů pacifických dochází k odložené nidaci o asi 2 měsíce. Jelikož doba březosti trvá kolem 7–9 měsíců, odložená nidace umožní samicím načasovat vrh na nejpříhodnější dobu, a sice na konec zimy či počátek jara, kdy se sice začíná oteplovat, avšak ledová pokrývka se dosud nerozpadla. Led je totiž podstatný pro mláďata, která nejdříve musí být kojena a musí se naučit plavat. V případě časného roztání ledových ker mnoho mláďat umírá, protože ještě nedovedou dobře plavat a utopí se. Mezi kopulací a vrhem uplyne typicky kolem 10,5–11 měsíců.

### Línání

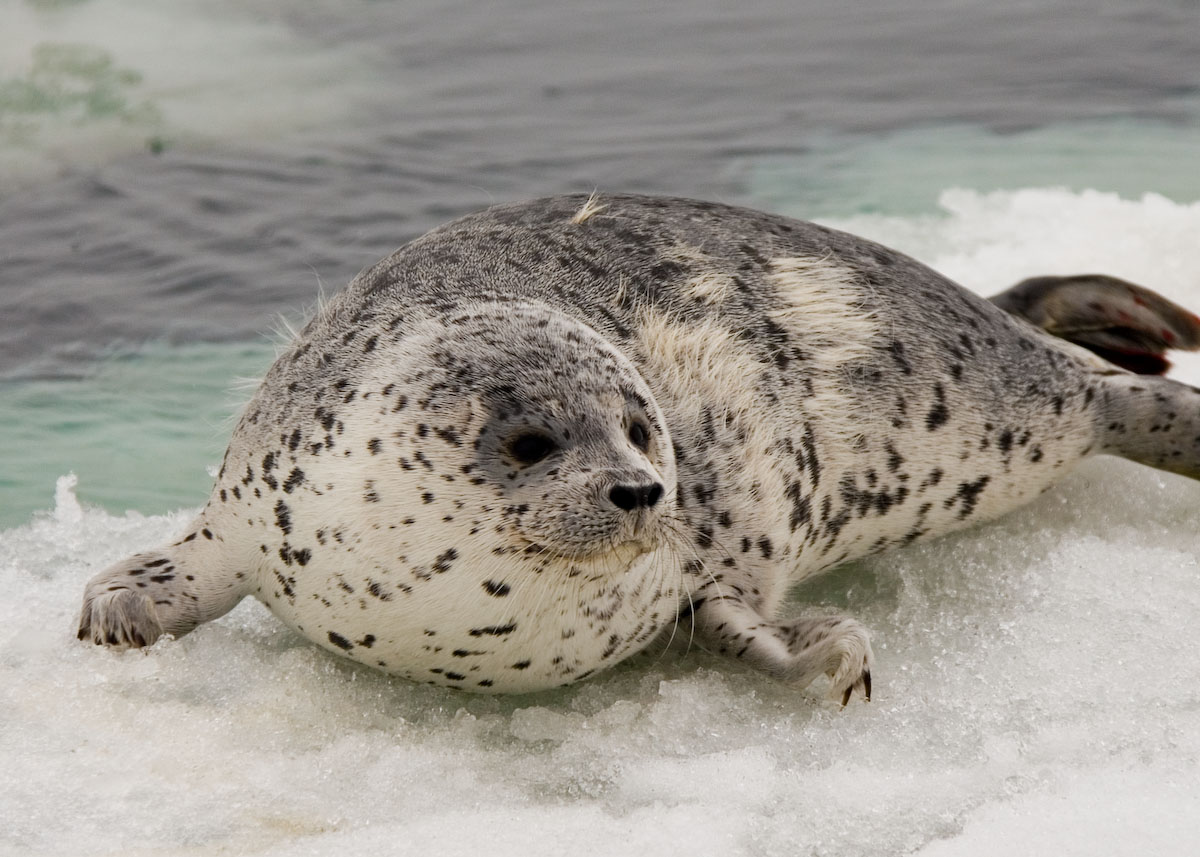
Línající jedinec

K línání dochází krátce po období páření. Konkrétní doba závisí nejen na zeměpisné šířce, ale i na věku tuleně a reprodukčním statusu. Nejdříve línají subadultní jedinci (ve věku 1–3 roky u samic, 1– 4 roky u samců), kteří se ještě nerozmnožují, a mohou se tedy soustředit na energeticky náročnou výměnu srsti. V tomto období se subadultní tuleni zdržují dále od okrajů ledových ker, zatímco dospělci, kteří se v té době rozmnožují, se zdržují při okrajích. Několik týdnů po subadultních jedincích shazují své lanugo novorozená mláďata, načež dochází k línání i u dospělých tuleňů. Ti se během línání sdružují do velkých pohlavně smíšených skupin o 200 a více jedincích, což je patrně protipredační strategie. Doba línání se u zmíněných skupin (novorozeňata, subadultní tuleni, dospělci) částečně překrývá. Přesná doba línání závisí nejen na zeměpisné šířce a reprodukčním statusu, ale je i značně individuální. Např. v Beringově moři a v severních částech Ochotského moře dochází k línání dospělců na přelomu dubna a května.
K výměně srsti dochází nerovnoměrně a po částech, tzn. ne zároveň po celém těle. Línání většinou začíná na rtech, kolem očí a na okrajích prsních ploutví, následují krk, ramena a břicho, a v poslední fázi tuleni pacifičtí vyměňují srst na bocích a hřbetu. Jakmile tuleni shodí starou srst, na kůži již typicky roste srst nová, výjimečně však tuleni mohou shodit kus staré srsti, pod kterou je jen holá kůže, a teprve za několik dní začne vyrůstat nová srst. Celková délka línání se výrazně liší podle jedince a může trvat mezi 1–20 týdny, typicky trvá 4–8 týdnů. Během línání klesá rychlost metabolismu o cca 20 %, protože menší rychlost metabolismu snižuje energetické nároky, takže se ploutvonožci nemusejí v tomto období tak často krmit. Každý vstup do vody totiž línající zvíře silně ochlazuje a je pro něj energeticky náročné udržet si dostatečnou tělesnou teplotu. V době línání také dochází ke zvýšení povrchové teploty těla, která podporuje růst chlupů. Pokud během línání led roztaje, tuleni dokončí proces línání na břehu.

## Ohrožení

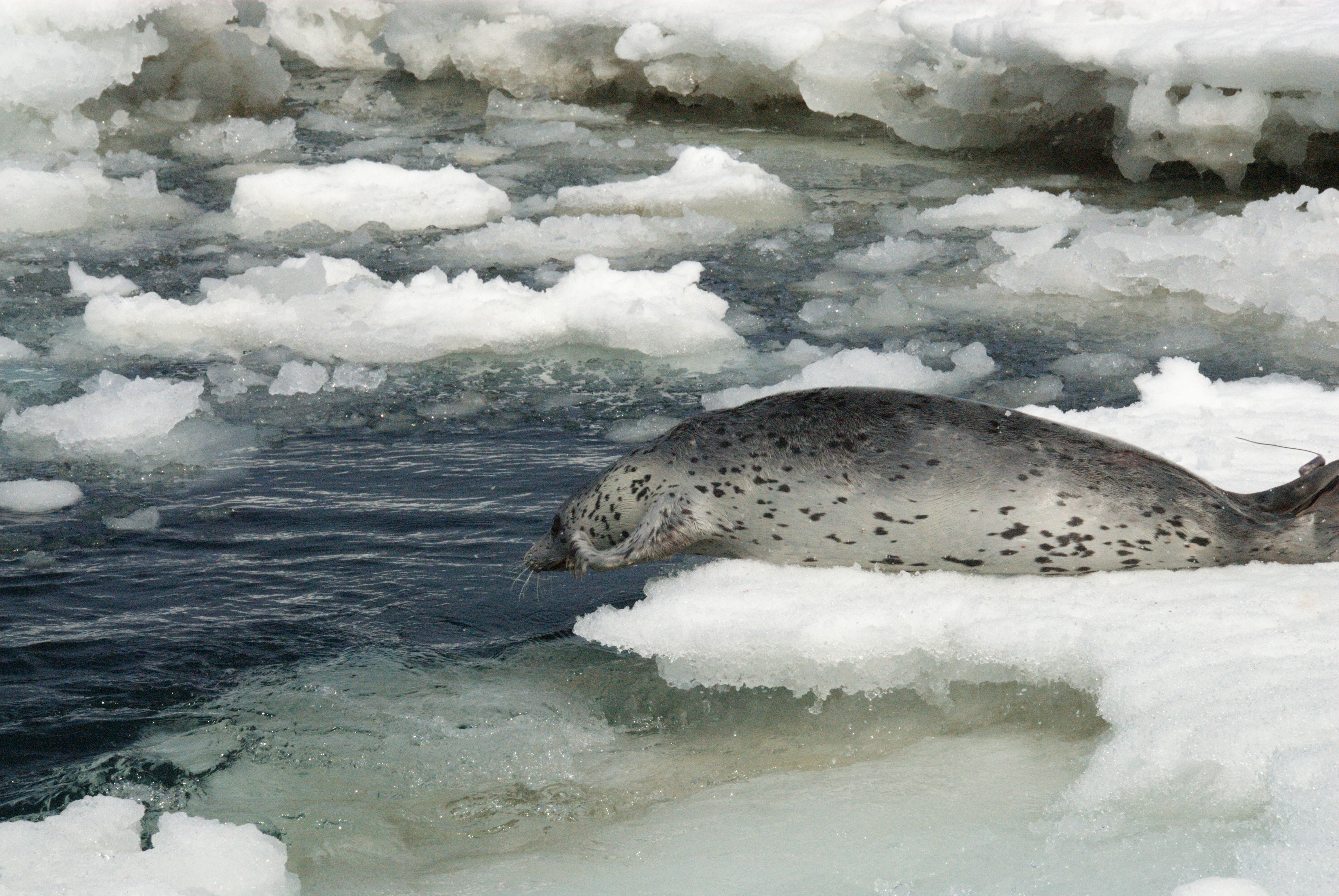
Dospělec na ledové kře

V minulosti byli tuleni pacifičtí masově loveni sovětskými rybáři, kteří v průběhu 60., 70. s 80. let každoročně v Beringově a Ochotském moři ulovili tisíce jedinců. Lov však poté ustal. K lovu tuleňů pacifických v mnohem menších měřítkách stále dochází u domorodých obyvatelů Aljašky, kteří mají americkými úřady povolen omezený lov mořských savců včetně tuleňů pacifických. Maso tuleňů pacifických bývá využíváno jako žrádlo pro psy, kosti k výrobě sošek a nástrojů a ze srsti se vyčiňuje kožešina na oblečení a různé ozdobné předměty.
Mezinárodní svaz ochrany přírody druh hodnotí jako málo dotčený, avšak upozorňuje na řadu novodobých hrozeb, kterým tuleni pacifičtí čelí. K těm patří mj. kompetice o ryby s komerčními rybáři (hlavně v Ochotském a Beringově moři), občasné zamotání do rybářských sítí či ropné skvrny. Nejistá je budoucnost druhu hlavně v souvislosti s globálním oteplováním. Následkem vyšších teplot ustupuje hranice mořského zalednění stále severněji, což může mít vlit na vyšší úmrtnost tuleňat. Situace je vážná hlavně v Japonském a Žlutém moři, kde každoroční mořská ledová pokrývka již významně ustoupila. Naopak v Beringově moři tuleně ústup ledu patrně tolik neovlivní, protože se mohou poměrně snadno přesunout spolu s jižní hranicí ledu přes Beringovu úžinu do Čukotského moře, kde podle dostupných klimatických modelů bude mořský led přítomen po celé 21. století. Globální oteplování s sebou přináší i další průvodní jevy, jakým je hlavně změna distribuce potravy, která může tuleně pacifické výrazně ovlivnit, nicméně to se dá jen těžko předvídat.